# Indra Gerdes
Indra Gerdes (* 16. Dezember 1975 in Delmenhorst) ist eine deutsche Hörfunkmoderatorin und Fernsehschauspielerin.

## Leben und Karriere
Nach dem Fachabitur machte Gerdes ein Praktikum in der Redaktion von Gottschalks Haus-Party, wo sie nach Ende des Praktikums eingestellt wurde. Sie studierte an der Hanseatischen Akademie für Marketing und Medien und arbeitete als Model für Fotos und Musikvideos. Ab 2002 arbeitete sie bei Radio Hamburg, wo sie gemeinsam mit John Ment die Morningshow Guten Morgen Hamburg moderierte.
2005 war Gerdes als „Ermittlerin“ in der ProSieben-Nachmittagsserie Eure letzte Chance zu sehen. 
Ab 2006 arbeitete Gerdes bei Energy München, wo sie gemeinsam mit Jan Herold die Morningshow ENERGY Toastshow moderierte. Am 3. Januar 2011 wechselte sie von Radio Energy zu Antenne Bayern und moderiert dort zusammen mit Wolfgang Leikermoser die Morningshow Guten Morgen Bayern.
Gerdes ist Mutter zweier Kinder.